# Erasmo di Formia
Sant'Erasmo di Formia, conosciuto anche come Sant'Elmo (III secolo – Formia, 303), fu vescovo di Antiochia e martire, venerato come santo dalla Chiesa cattolica.

## Biografia
La Passio che narra la vita di sant'Erasmo risale al VI secolo, ma è ampiamente leggendaria. Vi si racconta che Erasmo era vescovo di Antiochia. Quando iniziarono le persecuzioni contro i cristiani, egli si rifugiò dapprima per sette anni in una caverna poi, scoperto, venne incarcerato per non aver voluto sacrificare agli idoli pagani. Venne in seguito liberato miracolosamente e, dopo aver convertito a più riprese un numero altissimo di persone (il testo parla di quattrocentomila) e aver compiuto altri miracoli e subito persecuzioni, venne infine condotto, per opera dell'arcangelo Michele, a Formia, dove morì dopo sette giorni. Tale passio fu attribuita a papa Gelasio II.

## Il culto

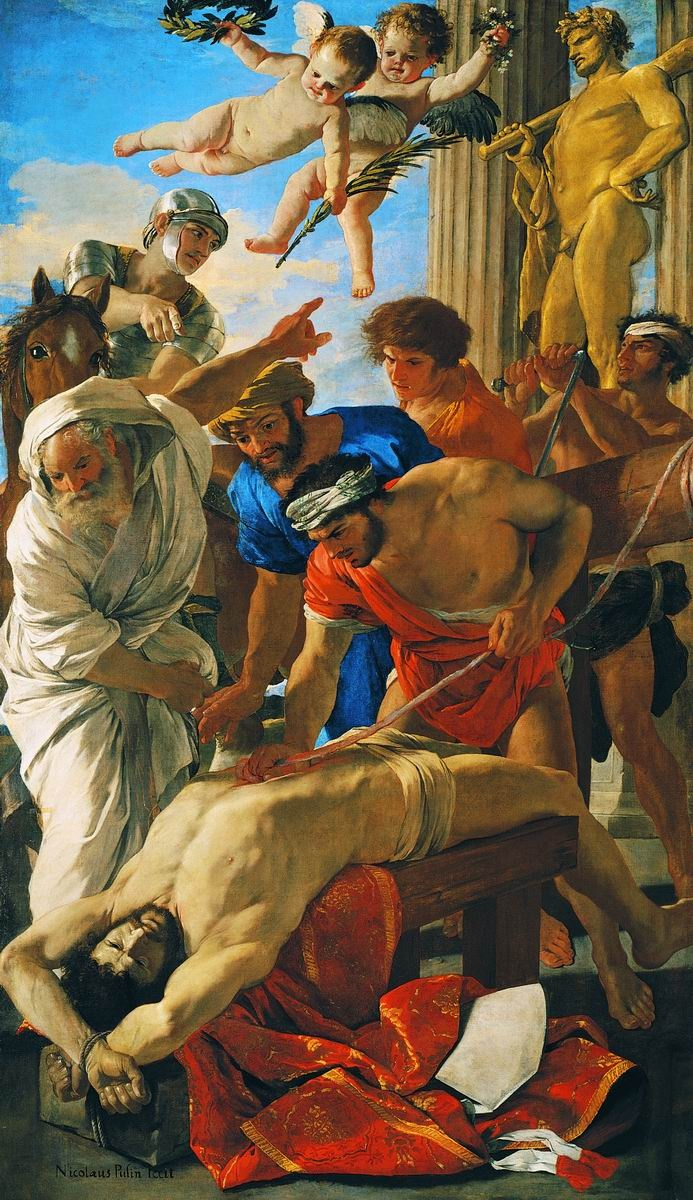
Nicolas Poussin, Martirio di Sant'Erasmo (1628-29; Musei Vaticani).

Le prime notizie attestanti il culto del santo risalgono al Martirologio Geronimiano, che già ne riporta la memoria al 2 giugno. San Gregorio Magno poi, in una lettera, riporta che il corpo del vescovo Erasmo era custodito nella chiesa di Formia e che a lui erano dedicati due monasteri, uno a Napoli e uno presso Cuma. A seguito della distruzione di Formia da parte dei saraceni nell'842, le reliquie furono trasferite a Gaeta e nascoste nella chiesa di Santa Maria, dove furono ritrovate nel 917 dal vescovo Bono. Sant'Erasmo fu quindi proclamato patrono della città e, meno di un secolo dopo, papa Pasquale II consacrò la nuova cattedrale sotto il titolo di Sant'Erasmo e della Vergine Maria.
Durante il Medioevo il suo culto si consolidò grazie ai commercianti e marinai di Gaeta e venne inserito tra i cosiddetti santi ausiliatori, quale patrono dei marinai e protettore dei malati di stomaco, per via della tradizione che nel martirio fosse stato eviscerato da un argano. In realtà non esistono fonti agiografiche che parlino di questo supplizio. Probabilmente le prime raffigurazioni del santo lo ritraevano, quale patrono dei marinai, accanto ad un argano, che, nell'immaginazione popolare, divenne strumento di martirio.
La memoria liturgica si festeggia il 2 giugno.

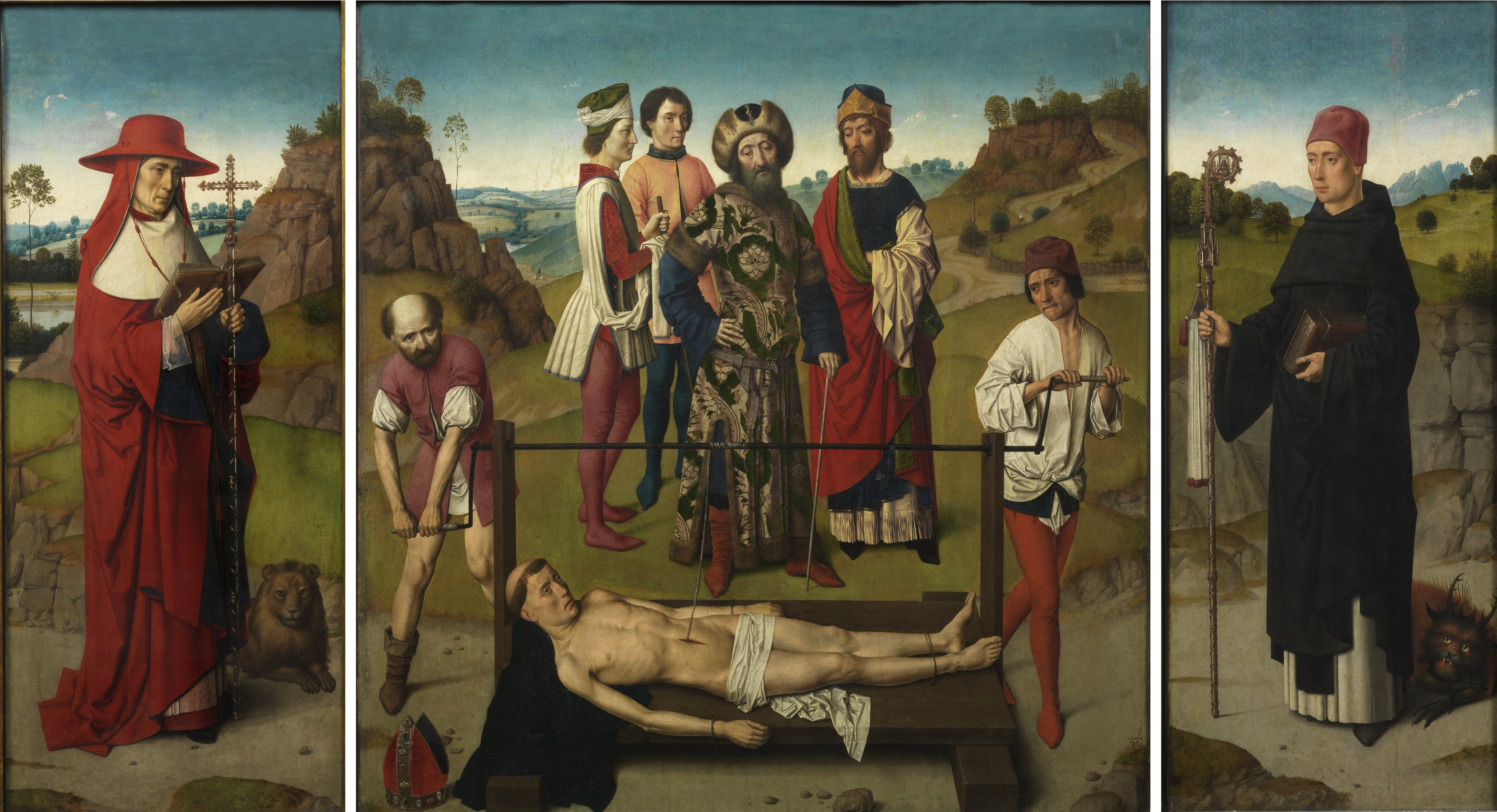
Dieric Bouts, Il martirio di sant'Erasmo (1458; Lovanio, Collegiata di San Pietro).

## Il fuoco di Sant'Elmo

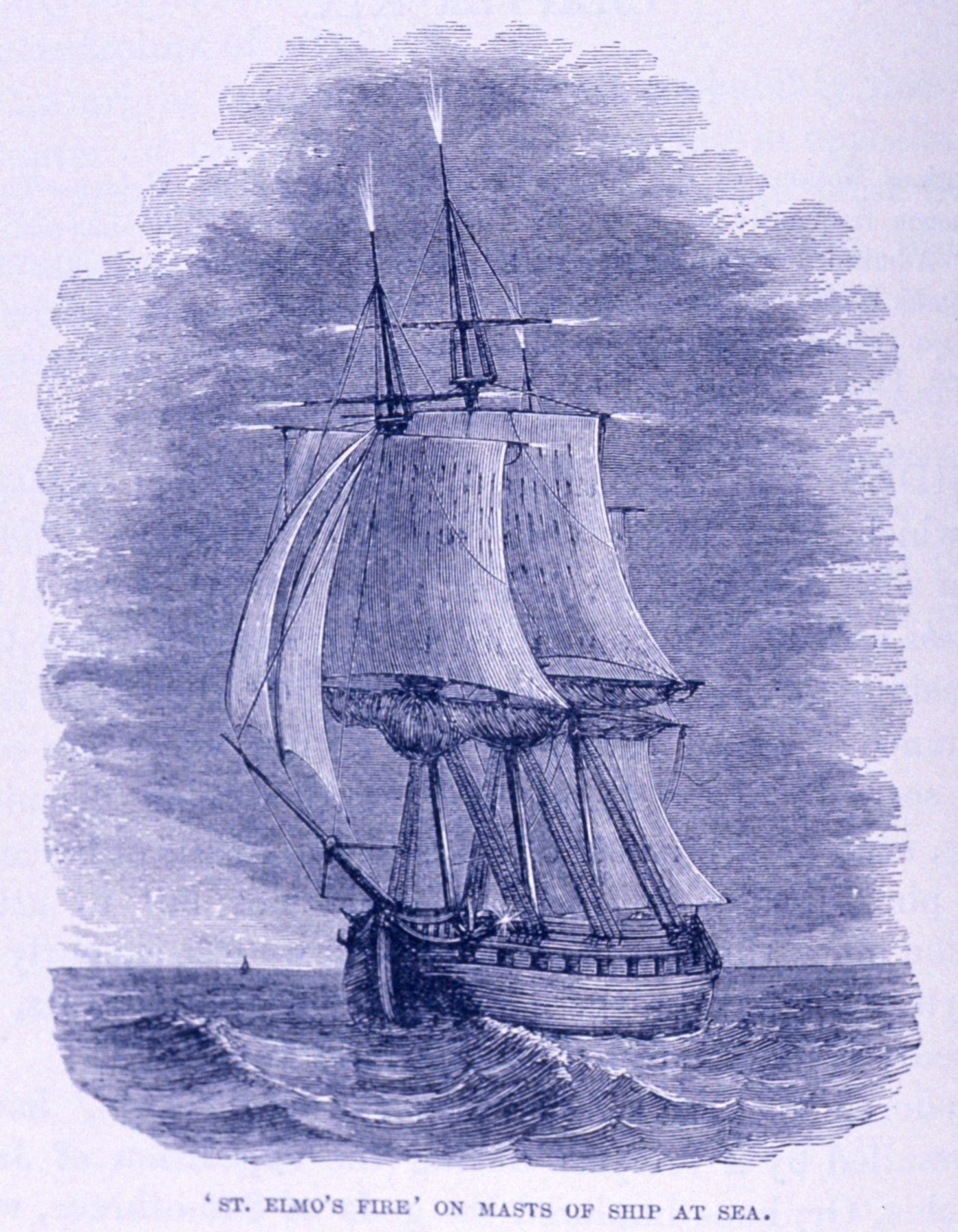
Fuoco di Sant'Elmo su una nave in mare.

Il cosiddetto fuoco di Sant'Elmo è una scarica elettro-luminescente provocata dalla ionizzazione dell'aria durante un temporale, all'interno di un forte campo elettrico. Prende il nome dal santo patrono dei naviganti, che consideravano la sua comparsa di buon auspicio. Il nome è dovuto al fatto che il fenomeno spesso appare sulla testa dell'albero maestro delle navi durante i temporali in mare. Una leggenda narra, inoltre, che quando il Santo venne arso vivo, sulla cima della pira del rogo si vide comparire una fiamma bluastra, ritenuta dai presenti l'anima del Santo che si innalzava al cielo.